# Gabelschwanzseekühe
Die Gabelschwanzseekühe – auch Dugongs (Dugongidae) genannt – stellen eine Familie innerhalb der Seekühe (Sirenia). Heute gibt es nur noch eine Art, den Dugong (Dugong dugon). Eine weitere Art, Stellers Seekuh (Hydrodamalis gigas), wurde vor etwa 250 Jahren vom Menschen ausgerottet. Viele weitere prähistorische Arten wurden beschrieben.

## Merkmale
Von der zweiten Seekuhfamilie, den Rundschwanzseekühen oder Manatis (Trichechidae), unterscheiden sich die Gabelschwanzseekühe in einer Reihe von Merkmalen. Namensgebendes Merkmal ist die tief eingefurchte, halbmondförmige Schwanzflosse. Der Schädel ist langgestreckt und leicht nach unten gebogen. Weitere Unterschiede zu den Manatis liegen in den Flippern, die keine Nägel haben, sowie in der Anzahl der Zähne und der Halswirbel (Gabelschwanzseekühe haben sieben, Rundschwanzseekühe nur sechs).
Während der Dugong eine Länge von 2,5 bis 3,5 Metern erreicht, war Stellers Seekuh mit bis zu 8 Metern Länge deutlich größer.
Gabelschwanzseekühe sind an den Küsten des Indischen Ozeans und des Roten Meeres sowie des Westpazifiks verbreitet.
Fossilien der Vorfahren der Gabelschwanzseekühe sind zahlreich und reichen bis ins Eozän (vor etwa 50 Millionen Jahren) zurück. Früher waren zahlreiche Gattungen von Gabelschwanzseekühen nahezu weltweit verbreitet.

## Systematik

### Äußere Systematik
Innerhalb der Säugetiere stehen die Rundschwanzseekühe in der Überordnung Afrotheria, die 88 Arten in sechs Ordnungen umfasst. Die nächsten Verwandten der Gabelschwanzseekühe sind die Rundschwanzseekühe, danach die Elefanten. Seekühe, Elefanten und Schliefer werden in dem Taxon Paengulata zusammengefasst, zu denen auch noch die ausgestorbenen Embrithopoda und Desmostylia gehören.
| Macroscelidea | Rüsselspringer (Macroscelididae)                                                     |
|               | Rüsselspringer (Macroscelididae)                                                     |
| Afrosoricida  | \| \| Goldmulle (Chrysochloridae) \| \| \| \| \| \| Tenreks (Tenrecidae) \| \| \| \| |
|               | \| \| Goldmulle (Chrysochloridae) \| \| \| \| \| \| Tenreks (Tenrecidae) \| \| \| \| |
|               | Goldmulle (Chrysochloridae)                                                          |
|               |                                                                                      |
|               | Tenreks (Tenrecidae)                                                                 |
|               |                                                                                      |

|  | Goldmulle (Chrysochloridae) |
|  |                             |
|  | Tenreks (Tenrecidae)        |
|  |                             |

| Macroscelidea | Rüsselspringer (Macroscelididae)                                                     |
|               | Rüsselspringer (Macroscelididae)                                                     |
| Afrosoricida  | \| \| Goldmulle (Chrysochloridae) \| \| \| \| \| \| Tenreks (Tenrecidae) \| \| \| \| |
|               | \| \| Goldmulle (Chrysochloridae) \| \| \| \| \| \| Tenreks (Tenrecidae) \| \| \| \| |
|               | Goldmulle (Chrysochloridae)                                                          |
|               |                                                                                      |
|               | Tenreks (Tenrecidae)                                                                 |
|               |                                                                                      |

|  | Goldmulle (Chrysochloridae) |
|  |                             |
|  | Tenreks (Tenrecidae)        |
|  |                             |

| Proboscidea | Elefanten (Elephantidae)                                                                               |
|             | Elefanten (Elephantidae)                                                                               |
| Sirena      | \| \| Gabelschwanzseekühe (Dugongidae) \| \| \| \| \| \| Rundschwanzseekühe (Trichechidae) \| \| \| \| |
|             | \| \| Gabelschwanzseekühe (Dugongidae) \| \| \| \| \| \| Rundschwanzseekühe (Trichechidae) \| \| \| \| |
|             | Gabelschwanzseekühe (Dugongidae)                                                                       |
|             | |
|             | Rundschwanzseekühe (Trichechidae)                                                                      |
|             | |

|  | Gabelschwanzseekühe (Dugongidae)  |
|  |                                   |
|  | Rundschwanzseekühe (Trichechidae) |
|  |                                   |

| Proboscidea | Elefanten (Elephantidae)                                                                               |
|             | Elefanten (Elephantidae)                                                                               |
| Sirena      | \| \| Gabelschwanzseekühe (Dugongidae) \| \| \| \| \| \| Rundschwanzseekühe (Trichechidae) \| \| \| \| |
|             | \| \| Gabelschwanzseekühe (Dugongidae) \| \| \| \| \| \| Rundschwanzseekühe (Trichechidae) \| \| \| \| |
|             | Gabelschwanzseekühe (Dugongidae)                                                                       |
|             | |
|             | Rundschwanzseekühe (Trichechidae)                                                                      |
|             | |

|  | Gabelschwanzseekühe (Dugongidae)  |
|  |                                   |
|  | Rundschwanzseekühe (Trichechidae) |
|  |                                   |

| Macroscelidea | Rüsselspringer (Macroscelididae)                                                     |
|               | Rüsselspringer (Macroscelididae)                                                     |
| Afrosoricida  | \| \| Goldmulle (Chrysochloridae) \| \| \| \| \| \| Tenreks (Tenrecidae) \| \| \| \| |
|               | \| \| Goldmulle (Chrysochloridae) \| \| \| \| \| \| Tenreks (Tenrecidae) \| \| \| \| |
|               | Goldmulle (Chrysochloridae)                                                          |
|               |                                                                                      |
|               | Tenreks (Tenrecidae)                                                                 |
|               |                                                                                      |

|  | Goldmulle (Chrysochloridae) |
|  |                             |
|  | Tenreks (Tenrecidae)        |
|  |                             |

| Macroscelidea | Rüsselspringer (Macroscelididae)                                                     |
|               | Rüsselspringer (Macroscelididae)                                                     |
| Afrosoricida  | \| \| Goldmulle (Chrysochloridae) \| \| \| \| \| \| Tenreks (Tenrecidae) \| \| \| \| |
|               | \| \| Goldmulle (Chrysochloridae) \| \| \| \| \| \| Tenreks (Tenrecidae) \| \| \| \| |
|               | Goldmulle (Chrysochloridae)                                                          |
|               |                                                                                      |
|               | Tenreks (Tenrecidae)                                                                 |
|               |                                                                                      |

|  | Goldmulle (Chrysochloridae) |
|  |                             |
|  | Tenreks (Tenrecidae)        |
|  |                             |

| Proboscidea | Elefanten (Elephantidae)                                                                               |
|             | Elefanten (Elephantidae)                                                                               |
| Sirena      | \| \| Gabelschwanzseekühe (Dugongidae) \| \| \| \| \| \| Rundschwanzseekühe (Trichechidae) \| \| \| \| |
|             | \| \| Gabelschwanzseekühe (Dugongidae) \| \| \| \| \| \| Rundschwanzseekühe (Trichechidae) \| \| \| \| |
|             | Gabelschwanzseekühe (Dugongidae)                                                                       |
|             | |
|             | Rundschwanzseekühe (Trichechidae)                                                                      |
|             | |

|  | Gabelschwanzseekühe (Dugongidae)  |
|  |                                   |
|  | Rundschwanzseekühe (Trichechidae) |
|  |                                   |

| Proboscidea | Elefanten (Elephantidae)                                                                               |
|             | Elefanten (Elephantidae)                                                                               |
| Sirena      | \| \| Gabelschwanzseekühe (Dugongidae) \| \| \| \| \| \| Rundschwanzseekühe (Trichechidae) \| \| \| \| |
|             | \| \| Gabelschwanzseekühe (Dugongidae) \| \| \| \| \| \| Rundschwanzseekühe (Trichechidae) \| \| \| \| |
|             | Gabelschwanzseekühe (Dugongidae)                                                                       |
|             | |
|             | Rundschwanzseekühe (Trichechidae)                                                                      |
|             | |

|  | Gabelschwanzseekühe (Dugongidae)  |
|  |                                   |
|  | Rundschwanzseekühe (Trichechidae) |
|  |                                   |

### Innere Systematik
- Unterfamilie †Halitheriinae
  - Gattung †Eosiren ?
    - Eosiren abeli
    - Eosiren imenti
    - Eosiren libyca
    - Eosiren stromeri

  - Gattung †Halitherium (nomen dubium)[3]
  - Gattung †Prototherium ?
    - Prototherium veronense (de Zigno, 1887)
    - Prototherium ausetanum (Balaguer & Alba, 2016)
    - Prototherium intermedium (Bizzotto, 1983)
- Unterfamilie Dugonginae
  - Gattung †Anisosiren
    - Anisosiren pannonica (Kordos, 1979)

  - Gattung †Bharatisiren
    - Bharatisiren kachchhensis (Bajpai et al., 1987)

  - Gattung †Callistosiren[4]
    - Callistosiren boriquensis (Velez-Juarbe and Domning, 2015)

  - Gattung †Caribosiren
    - Caribosiren turneri (Reinhart, 1959)

  - Gattung †Crenatosiren
    - Crenatosiren olseni (Olsen, 1976)

  - Gattung †Corystosiren
    - Corystosiren varguezi (Domning, 1990)

  - Gattung †Culebratherium[5]
    - Culebratherium alemani (Vélez Juarbe & Wood 2019)

  - Gattung †Dioplotherium
    - Dioplotherium allisoni (Kilmer, 1965)
    - Dioplotherium manigaulti (Cope, 1883)

  - Gattung †Domningia
    - Domningia sodhae (Thewissen & Bajpai, 2009)

  - Gattung Dugong
    - Dugong dugon (Dugong)

  - Gattung †Eotheroides
    - Eotheroides aegyptiacum (Owen, 1875)
    - Eotheroides babiae (Bajpai et al., 2006)
    - Eotheroides clavigerum (Zalmout & Gingerich, 2012)
    - Eotheroides lambondrano (Samonds et al., 2009)
    - Eotheroides majus (Zdansky, 1938)
    - Eotheroides sandersi (Zalmout & Gingerich, 2012)
    - Eotheroides waghapadarensis (Das & Basu, 1994)

  - Gattung †Indosiren
  - Gattung †Italosiren[6]
    - Italosiren bellunensis (de Zigno, 1875)

  - Gattung †Kaupitherium[7]
    - Kaupitherium bronni (Krauss, 1858)
    - Kaupitherium gruelli (Voss, 2017)

  - Gattung †Kutchisiren
    - Kutchisiren cylindrica (Bajpai et al., 2010)

  - Gattung †Lentiarenium
    - Lentiarenium cristolii (Fitzinger, 1842)

  - Gattung †Nanosiren
    - Nanosiren garciae (Domning, 2001)

  - Gattung †Norosiren
  - Gattung †Paralitherium
    - Paralitherium tarkanyense (Kordos, 1977)

  - Gattung †Priscosiren[8]
    - Priscosiren atlantica (Velez-Juarbe and Domning, 2014)

  - Gattung †Prohalicore
  - Gattung †Rytiodus
    - Rytiodus capgrandi (Lartet, 1886)
    - Rytiodus heali (Domning, Sorbi, 2011)

  - Gattung †Sirenavus
    - Sirenavus hungaricus (Kretzoi, 1941)

  - Gattung †Xenosiren
    - Xenosiren yucateca (Domning, 1989)
- Unterfamilie †Metaxytheriinae
  - Gattung †Metaxytherium
    - Metaxytherium albifontanum (Vélez Juarbe & Domning, 2014)
    - Metaxytherium arctodites (Aranda Manteca et al., 1994)
    - Metaxytherium crataegense (Simpson, 1932)
    - Metaxytherium floridanum (Hay, 1922)
    - Metaxytherium krahuletzi (Depéret, 1895)
    - Metaxytherium medium (Demarest, 1822)
    - Metaxytherium serresii (Gervais, 1847)
    - Metaxytherium subapenninum (Bruno, 1839)
- Unterfamilie †Hydrodamalinae
  - Gattung †Dusisiren
    - Dusisiren dewana (Takahashi, Domning & Saito, 1986)
    - Dusisiren jordani (Kellogg, 1925)
    - Dusisiren reinharti (Domning, 1978)
    - Dusisiren takasatensis (Kobayashi, Horikawa & Miyazaki, 1995)

  - Gattung †Hydrodamalis
    - Hydrodamalis cuestae (Domning, 1978)
    - Hydrodamalis gigas (Stellers Seekuh) (Zimmermann, 1780)
    - Hydrodamalis spissa (Furusawa, 1988)

Die Gattungen Eosiren, Eotheroides und Prototherium wurden in der Vergangenheit Halitheriinae zugeordnet, ihr Status ist uneindeutig. Darüber hinaus ist Halitheriinae im Vergleich zu den anderen Unterfamilien paraphyletisch.